# Пурвакшан
Пурвакшан (дари پوروکشن) — кишлак на северо-востоке Афганистана, в вилаяте (провинции) Бадахшан. Входит в состав района Вахан.

## Географическое положение
Пурвакшан расположен на северо-востоке Бадахшана, в высокогорной местности, на правом берегу реки Вахандарьи, вблизи места впадения в неё малой реки Пушваркан, на расстоянии приблизительно 230 километров к востоку от города Файзабада, административного центра вилаята. Абсолютная высота — 3218 метров над уровнем моря. Ближайшие населённые пункты — кишлак Байнисиль (выше по течению Вахандарьи), кишлак Варди (ниже по течению Вахандарьи).

## Население
В национальном составе преобладают ваханцы.